# Chloumek (Újezd u Chocně)
Chloumek (německy a v místním nářečí Chlomek) je malá vesnice a část obce Újezd u Chocně v okrese Ústí nad Orlicí. Nachází se asi 1,5 kilometru východně od Újezdu u Chocně. Chloumek leží v katastrálním území Újezd u Chocně o výměře 16,35 km².

## Historie
První písemná zmínka o vesnici pochází z roku 1543.

## Galerie

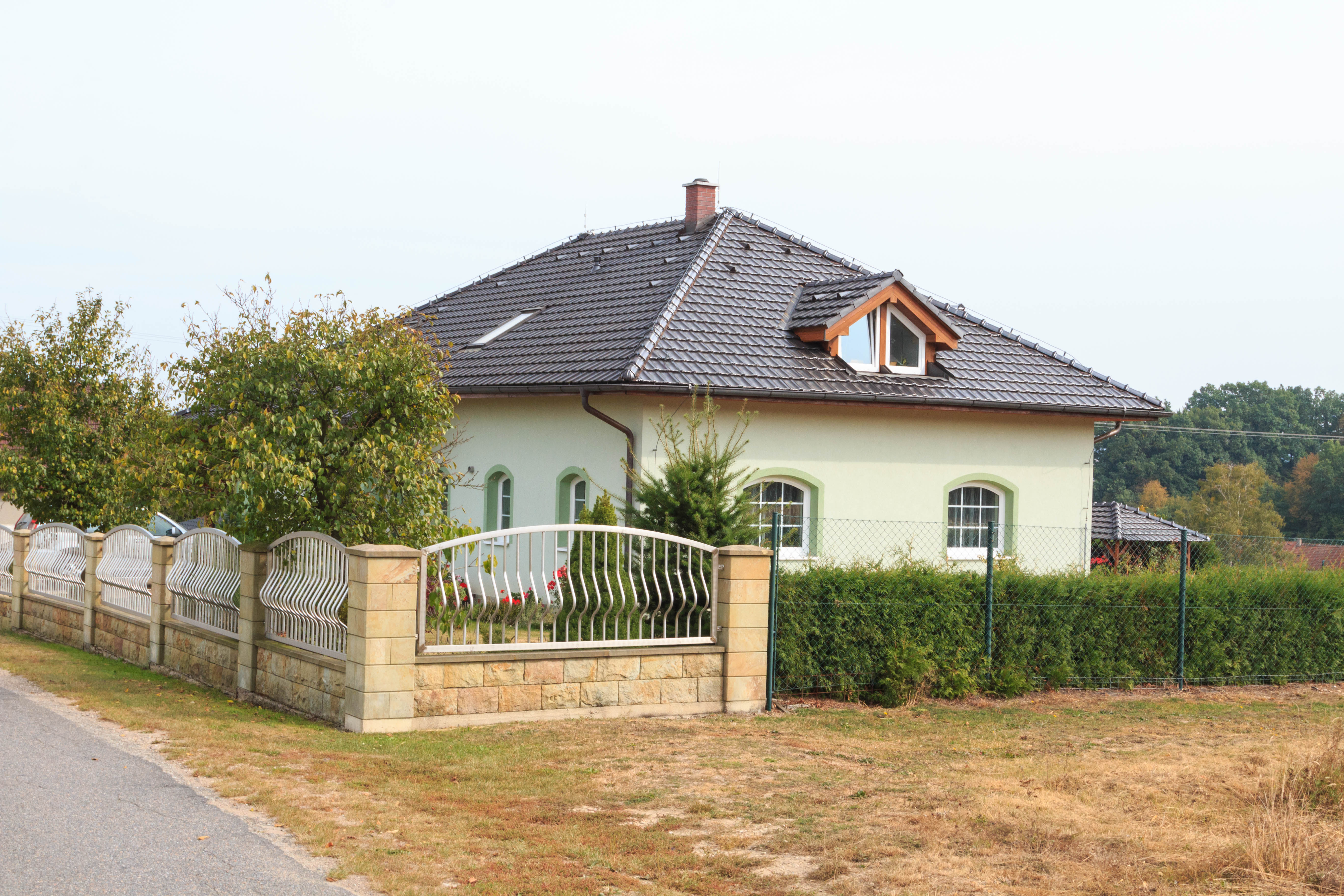
Dům čp. 44
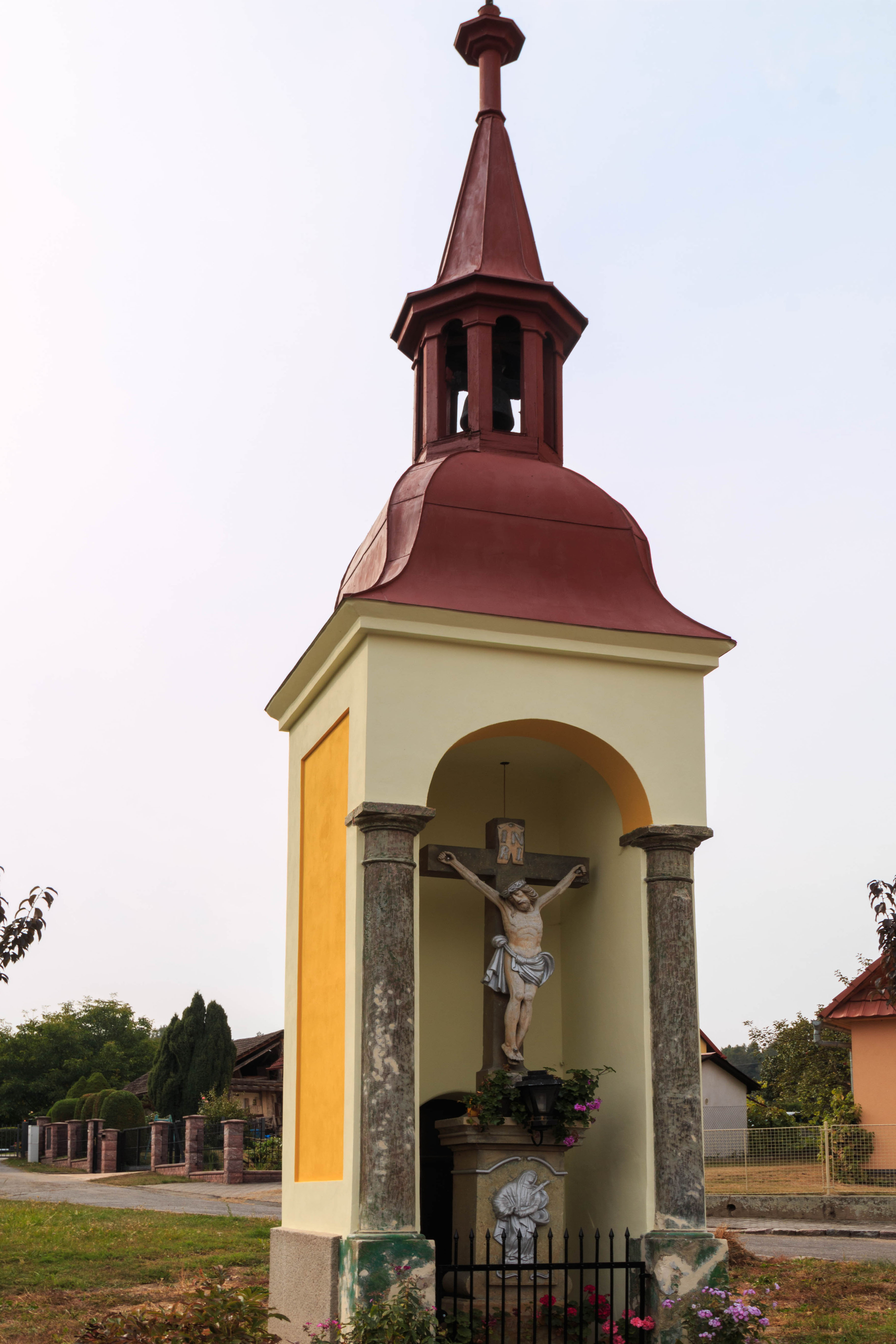
Kaple
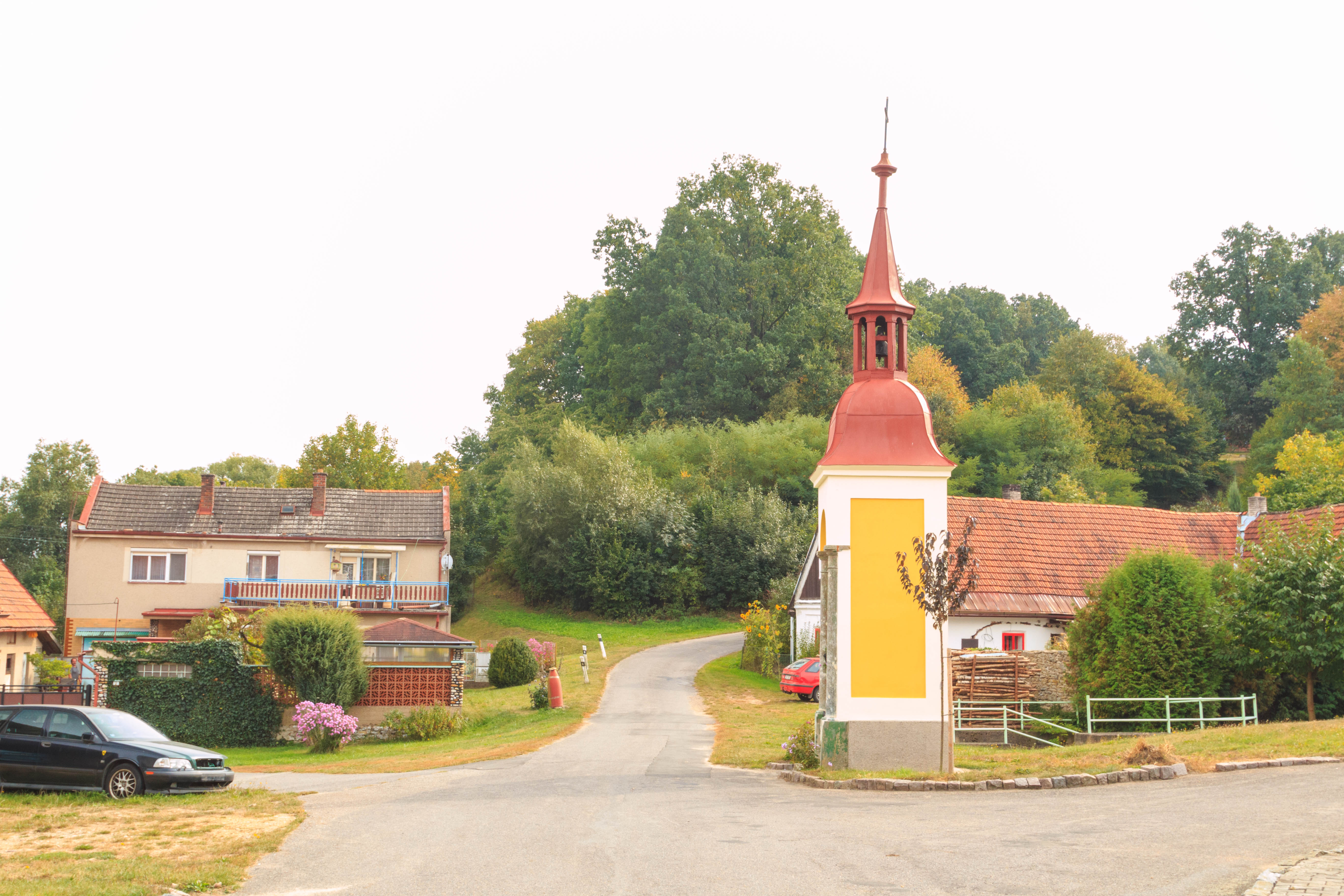
Dům čp. 2
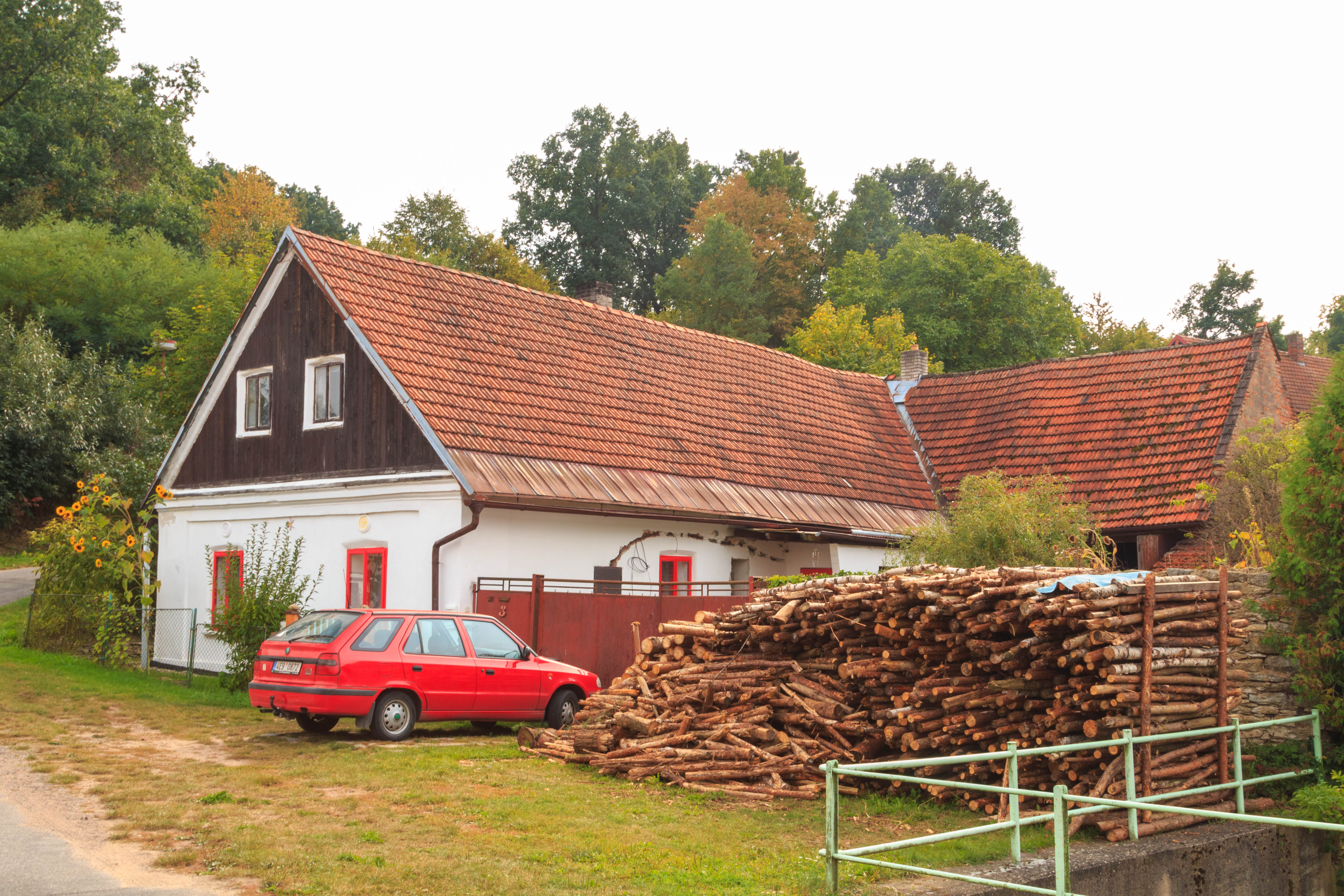
Dům čp. 3